# Heinz Eichler

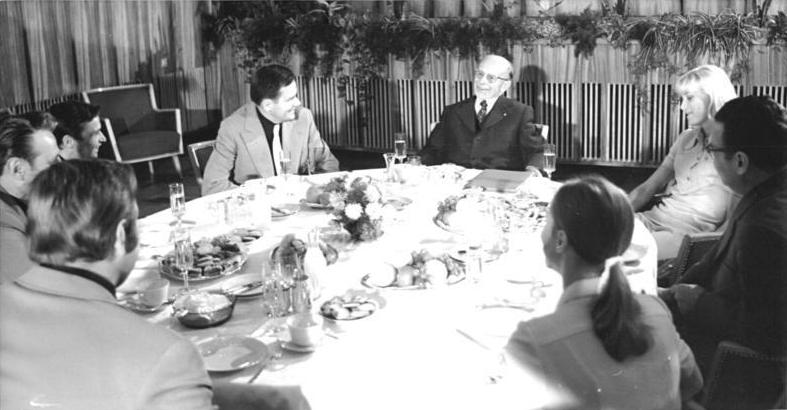
Heinz Eichler

Heinz Eichler (Leipzig, 14 november 1927 - 12 september 2013) was een Oost-Duits politicus. Hij was secretaris van de Staatsraad van de DDR en lid van het presidium van de Volkskammer.
Eichler werd in een arbeidersfamilie in Leipzig geboren. Na de Volksschule volgde hij van 1942 tot 1944 een opleiding tot koopman. In 1944 werd hij lid van de NSDAP.
Na de oorlog ging Eichler werken voor de raad van het district Oschatz. Hij werd lid van de KPD en na de fusie met de SPD in 1946 lid van de SED. Tot 1950 studeerde Eichler economie aan de Universiteit van Leipzig. Van 1956 tot 1960 kreeg hij een opleiding bij de Communistische Partij van de Sovjet-Unie. In 1960 keerde Eichler terug naar de DDR en werd persoonlijk referent van Walter Ulbricht tot diens aftreden in 1971. Daarna werd hij secretaris van de Staatsraad, een functie die hij tot de herfst van 1989 vervulde. Tevens werd Eichler in 1971 lid van de Volkskammer voor de SED en lid van het presidium van de Volkskammer. Op 13 november 1989 trad Eichler samen met het gehele presidium van de Volkskammer af.
- Gemeinsame Normdatei: 1112087575
- International Standard Name Identifier: 0000 0004 4547 9529
- Virtual International Authority File: 7974147270527435700003